# Lista över fornlämningar i Växjö kommun (Gårdsby)
Lista över fornlämningar i Växjö kommun (Gårdsby) är en förteckning av ett urval av de fornlämningar som finns i Gårdsby i Växjö kommun.
| Namn                          | Lämningstyp                 | Tillkomsttid | Historisk indelning | Plats | Läge                 | ID-nr          | Bild                                      |
| ----------------------------- | --------------------------- | ------------ | ------------------- | ----- | -------------------- | -------------- | ----------------------------------------- |
| Gårdsby 1:1                   | Stenkammargrav              |              | Gårdsby, Småland    |       | 56.964819, 14.941374 | 10071300010001 | Ladda upp en bild av detta fornminne      |
| Gårdsby 2:1                   | Hällristning                |              | Gårdsby, Småland    |       | 56.962151, 14.947422 | 10071300020001 | Ladda upp en bild av detta fornminne      |
| Gårdsby 3:1                   | Hällristning                |              | Gårdsby, Småland    |       | 56.962204, 14.948112 | 10071300030001 | Ladda upp en bild av detta fornminne      |
| Gårdsby 4:1                   | Hällristning                |              | Gårdsby, Småland    |       | 56.962884, 14.948960 | 10071300040001 | Ladda upp en bild av detta fornminne      |
| Gårdsby 10:1                  | Röse                        |              | Gårdsby, Småland    |       | 56.955455, 14.923496 | 10071300100001 | Ladda upp en bild av detta fornminne      |
| Gårdsby 12:1                  | Röse                        |              | Gårdsby, Småland    |       | 56.956744, 14.905285 | 10071300120001 | Ladda upp en bild av detta fornminne      |
| Gårdsby 13:1                  | Röse                        |              | Gårdsby, Småland    |       | 56.954130, 14.902343 | 10071300130001 | Ladda upp en bild av detta fornminne      |
| Gårdsby 14:1                  | Röse                        |              | Gårdsby, Småland    |       | 56.952741, 14.903187 | 10071300140001 | Ladda upp en bild av detta fornminne      |
| Gårdsby 15:1                  | Minnesmärke                 |              | Gårdsby, Småland    |       | 56.943132, 14.905534 | 10071300150001 | Ladda upp en bild av detta fornminne      |
| Gårdsby 17:1                  | Stensättning                |              | Gårdsby, Småland    |       | 56.943445, 14.908239 | 10071300170001 | Ladda upp en bild av detta fornminne      |
| Humlarör (Gårdsby 18:1)       | Röse                        |              | Gårdsby, Småland    |       | 56.971915, 14.937877 | 10071300180001 | Ladda upp en bild av detta fornminne      |
| Gårdsby 19:1                  | Gravfält                    |              | Gårdsby, Småland    |       | 56.936321, 14.960223 | 10071300190001 | Ladda upp en bild av detta fornminne      |
| Gårdsby 20:1                  | Gravfält                    |              | Gårdsby, Småland    |       | 56.932672, 14.968996 | 10071300200001 | Ladda upp en bild av detta fornminne      |
| Gårdsby 28:1                  | Röse                        |              | Gårdsby, Småland    |       | 56.935988, 14.862302 | 10071300280001 | Ladda upp en bild av detta fornminne      |
| Gårdsby 29:1                  | Röse                        |              | Gårdsby, Småland    |       | 56.942078, 14.861784 | 10071300290001 | Ladda upp en bild av detta fornminne      |
| Gårdsby 31:1                  | Röse                        |              | Gårdsby, Småland    |       | 56.950757, 14.902212 | 10071300310001 | Ladda upp en bild av detta fornminne      |
| Gårdsby 37:1                  | Stensättning                |              | Gårdsby, Småland    |       | 56.945295, 14.960402 | 10071300370001 | Ladda upp en bild av detta fornminne      |
| Gårdsby 38:1                  | Röse                        |              | Gårdsby, Småland    |       | 56.985277, 14.870615 | 10071300380001 | Ladda upp en bild av detta fornminne      |
| Gårdsby 44:1                  | Stensättning                |              | Gårdsby, Småland    |       | 56.895276, 14.934158 | 10071300440001 | Ladda upp en bild av detta fornminne      |
| Gårdsby 49:1                  | Röse                        |              | Gårdsby, Småland    |       | 56.993811, 14.901146 | 10071300490001 | Ladda upp en bild av detta fornminne      |
| Gårdsby 50:1                  | Röse                        |              | Gårdsby, Småland    |       | 56.978153, 14.876336 | 10071300500001 | Ladda upp en bild av detta fornminne      |
| Gårdsby 70:1                  | Hällristning                |              | Gårdsby, Småland    |       | 56.989239, 14.859235 | 10071300700001 | Ladda upp en bild av detta fornminne      |
| Gårdsby 76:1                  | Röse                        |              | Gårdsby, Småland    |       | 56.923825, 14.965179 | 10071300760001 | Ladda upp en bild av detta fornminne      |
| Gårdsby 88:1                  | Hällristning                |              | Gårdsby, Småland    |       | 56.931311, 14.868853 | 10071300880001 | Ladda upp en bild av detta fornminne      |
| Gårdsby 90:1                  | Stenkammargrav              |              | Gårdsby, Småland    |       | 56.933450, 14.868494 | 10071300900001 | Ladda upp en bild av detta fornminne      |
| Gårdsby 91:1                  | Stensättning                |              | Gårdsby, Småland    |       | 56.933174, 14.866030 | 10071300910001 | Ladda upp en bild av detta fornminne      |
| Gårdsby 94:1                  | Stensättning                |              | Gårdsby, Småland    |       | 56.956471, 14.875094 | 10071300940001 | Ladda upp en bild av detta fornminne      |
| Gårdsby 95:1                  | Grav markerad av sten/block |              | Gårdsby, Småland    |       | 56.922966, 14.859503 | 10071300950001 | Ladda upp en bild av detta fornminne      |
| Gårdsby 96:1                  | Stensättning                |              | Gårdsby, Småland    |       | 56.979575, 14.862841 | 10071300960001 | Ladda upp en bild av detta fornminne      |
| Gårdsby 97:1                  | Stensättning                |              | Gårdsby, Småland    |       | 56.980630, 14.861047 | 10071300970001 | Ladda upp en bild av detta fornminne      |
| Gårdsby 101:1                 | Röse                        |              | Gårdsby, Småland    |       | 56.994022, 14.898801 | 10071301010001 | Ladda upp en bild av detta fornminne      |
| Gårdsby 101:2                 | Stensättning                |              | Gårdsby, Småland    |       | 56.993876, 14.898746 | 10071301010002 | Ladda upp en bild av detta fornminne      |
| Gårdsby 101:3                 | Stensättning                |              | Gårdsby, Småland    |       | 56.993825, 14.898612 | 10071301010003 | Ladda upp en bild av detta fornminne      |
| Gårdsby 101:4                 | Stensättning                |              | Gårdsby, Småland    |       | 56.993776, 14.898613 | 10071301010004 | Ladda upp en bild av detta fornminne      |
| Gårdsby 103:1                 | Hällristning                |              | Gårdsby, Småland    |       | 56.985348, 14.904494 | 10071301030001 | Ladda upp en bild av detta fornminne      |
| Gårdsby 104:1                 | Hällristning                |              | Gårdsby, Småland    |       | 56.977082, 14.910045 | 10071301040001 | Ladda upp en bild av detta fornminne      |
| Gårdsby 105:1                 | Hällristning                |              | Gårdsby, Småland    |       | 56.978413, 14.912121 | 10071301050001 | Ladda upp en bild av detta fornminne      |
| Gårdsby 105:2                 | Hällristning                |              | Gårdsby, Småland    |       | 56.978337, 14.912280 | 10071301050002 | Ladda upp en bild av detta fornminne      |
| Gårdsby 106:1                 | Röse                        |              | Gårdsby, Småland    |       | 56.978960, 14.908995 | 10071301060001 | Ladda upp en bild av detta fornminne      |
| Gårdsby 107:1                 | Röse                        |              | Gårdsby, Småland    |       | 56.979816, 14.915601 | 10071301070001 | Ladda upp en bild av detta fornminne      |
| Gårdsby 108:1                 | Gravfält                    |              | Gårdsby, Småland    |       | 56.976394, 14.915975 | 10071301080001 | Ladda upp en bild av detta fornminne      |
| Gårdsby 109:1                 | Stenkammargrav              |              | Gårdsby, Småland    |       | 56.963061, 14.915774 | 10071301090001 | Ladda upp en bild av detta fornminne      |
| Gårdsby 111:1                 | Röse                        |              | Gårdsby, Småland    |       | 56.971934, 14.916442 | 10071301110001 | Ladda upp en bild av detta fornminne      |
| Gårdsby 112:1                 | Röse                        |              | Gårdsby, Småland    |       | 56.969916, 14.897715 | 10071301120001 | Ladda upp en bild av detta fornminne      |
| Gårdsby 112:2                 | Röse                        |              | Gårdsby, Småland    |       | 56.969909, 14.897057 | 10071301120002 | Ladda upp en bild av detta fornminne      |
| Gårdsby 113:1                 | Stenkammargrav              |              | Gårdsby, Småland    |       | 56.975896, 14.882670 | 10071301130001 | Ladda upp en bild av detta fornminne      |
| Gårdsby 113:2                 | Stensättning                |              | Gårdsby, Småland    |       | 56.976070, 14.882708 | 10071301130002 | Ladda upp en bild av detta fornminne      |
| Gårdsby 113:3                 | Stensättning                |              | Gårdsby, Småland    |       | 56.975726, 14.882538 | 10071301130003 | Ladda upp en bild av detta fornminne      |
| Gårdsby 114:1                 | Röse                        |              | Gårdsby, Småland    |       | 56.977749, 14.882386 | 10071301140001 | Ladda upp en bild av detta fornminne      |
| Gårdsby 115:1                 | Röse                        |              | Gårdsby, Småland    |       | 56.958573, 14.924719 | 10071301150001 | Ladda upp en bild av detta fornminne      |
| Gårdsby 116:1                 | Minnesmärke                 |              | Gårdsby, Småland    |       | 56.960693, 14.894742 | 10071301160001 | Ladda upp en bild av detta fornminne      |
| Gårdsby 118:1                 | Hällristning                |              | Gårdsby, Småland    |       | 56.978034, 14.915290 | 10071301180001 | Ladda upp en bild av detta fornminne      |
| Gårdsby 119:1                 | Gravfält                    |              | Gårdsby, Småland    |       | 56.975804, 14.915330 | 10071301190001 | Ladda upp en bild av detta fornminne      |
| Gårdsby 120:1                 | Röse                        |              | Gårdsby, Småland    |       | 56.973521, 14.887290 | 10071301200001 | Ladda upp en bild av detta fornminne      |
| Gårdsby 120:2                 | Stensättning                |              | Gårdsby, Småland    |       | 56.973816, 14.887396 | 10071301200002 | Ladda upp en bild av detta fornminne      |
| Gårdsby 121:1                 | Stensättning                |              | Gårdsby, Småland    |       | 56.973485, 14.885972 | 10071301210001 | Ladda upp en bild av detta fornminne      |
| Gårdsby 122:1                 | Hällristning                |              | Gårdsby, Småland    |       | 56.959081, 14.887712 | 10071301220001 | Ladda upp en bild av detta fornminne      |
| Gårdsby 125:1                 | Röse                        |              | Gårdsby, Småland    |       | 56.978270, 14.872655 | 10071301250001 | Ladda upp en bild av detta fornminne      |
| Gårdsby 126:1                 | Röse                        |              | Gårdsby, Småland    |       | 56.975387, 14.875444 | 10071301260001 | Ladda upp en bild av detta fornminne      |
| Gårdsby 127:1                 | Röse                        |              | Gårdsby, Småland    |       | 56.958793, 14.866845 | 10071301270001 | Ladda upp en bild av detta fornminne      |
| Gårdsby 128:1                 | Stenkammargrav              |              | Gårdsby, Småland    |       | 56.963015, 14.835868 | 10071301280001 | Ladda upp en bild av detta fornminne      |
| Gårdsby 129:1                 | Röse                        |              | Gårdsby, Småland    |       | 56.963649, 14.837703 | 10071301290001 | Ladda upp en bild av detta fornminne      |
| Gårdsby 130:1                 | Röse                        |              | Gårdsby, Småland    |       | 56.961882, 14.915878 | 10071301300001 | Ladda upp en bild av detta fornminne      |
| Gårdsby 131:1                 | Stenkammargrav              |              | Gårdsby, Småland    |       | 56.962679, 14.916671 | 10071301310001 | Ladda upp en bild av detta fornminne      |
| Gårdsby 132:1                 | Röse                        |              | Gårdsby, Småland    |       | 56.964727, 14.838109 | 10071301320001 | Ladda upp en bild av detta fornminne      |
| Sm 19 (Gårdsby 134:1)         | Runristning                 |              | Gårdsby, Småland    |       | 56.978158, 14.842900 | 10071301340001 | Ladda upp en till bild av detta fornminne |
| Gårdsby 138:1                 | Röse                        |              | Gårdsby, Småland    |       | 56.956966, 14.838789 | 10071301380001 | Ladda upp en bild av detta fornminne      |
| Gårdsby 139:1                 | Stensättning                |              | Gårdsby, Småland    |       | 56.956379, 14.839703 | 10071301390001 | Ladda upp en bild av detta fornminne      |
| Gårdsby 140:1                 | Gravfält                    |              | Gårdsby, Småland    |       | 56.957304, 14.852891 | 10071301400001 | Ladda upp en bild av detta fornminne      |
| Gårdsby 141:1                 | Stenkammargrav              |              | Gårdsby, Småland    |       | 56.954368, 14.837867 | 10071301410001 | Ladda upp en bild av detta fornminne      |
| Gårdsby 142:1                 | Stenkammargrav              |              | Gårdsby, Småland    |       | 56.949608, 14.840319 | 10071301420001 | Ladda upp en bild av detta fornminne      |
| Gårdsby 144:1                 | Stensättning                |              | Gårdsby, Småland    |       | 56.951204, 14.840514 | 10071301440001 | Ladda upp en bild av detta fornminne      |
| Gårdsby 144:2                 | Stensättning                |              | Gårdsby, Småland    |       | 56.951360, 14.840407 | 10071301440002 | Ladda upp en bild av detta fornminne      |
| Gårdsby 145:1                 | Stensättning                |              | Gårdsby, Småland    |       | 56.972612, 14.842313 | 10071301450001 | Ladda upp en bild av detta fornminne      |
| Gårdsby 147:1                 | Röse                        |              | Gårdsby, Småland    |       | 56.957456, 14.877069 | 10071301470001 | Ladda upp en bild av detta fornminne      |
| Gårdsby 147:2                 | Stensättning                |              | Gårdsby, Småland    |       | 56.957339, 14.877055 | 10071301470002 | Ladda upp en bild av detta fornminne      |
| Gårdsby 148:1                 | Röse                        |              | Gårdsby, Småland    |       | 56.953079, 14.884486 | 10071301480001 | Ladda upp en bild av detta fornminne      |
| Gårdsby 148:2                 | Stensättning                |              | Gårdsby, Småland    |       | 56.952920, 14.884817 | 10071301480002 | Ladda upp en bild av detta fornminne      |
| Gårdsby 148:3                 | Stensättning                |              | Gårdsby, Småland    |       | 56.953167, 14.884496 | 10071301480003 | Ladda upp en bild av detta fornminne      |
| Gårdsby 149:1                 | Gravfält                    |              | Gårdsby, Småland    |       | 56.953698, 14.882898 | 10071301490001 | Ladda upp en till bild av detta fornminne |
| Gårdsby 150:1                 | Gravfält                    |              | Gårdsby, Småland    |       | 56.957493, 14.889238 | 10071301500001 | Ladda upp en bild av detta fornminne      |
| Gårdsby 154:1                 | Stenkammargrav              |              | Gårdsby, Småland    |       | 56.933730, 14.849209 | 10071301540001 | Ladda upp en till bild av detta fornminne |
| Gårdsby 155:1                 | Stenkammargrav              |              | Gårdsby, Småland    |       | 56.933057, 14.849336 | 10071301550001 | Ladda upp en bild av detta fornminne      |
| Gårdsby 156:1                 | Stenkammargrav              |              | Gårdsby, Småland    |       | 56.927886, 14.845473 | 10071301560001 | Ladda upp en till bild av detta fornminne |
| Långarör (Gårdsby 157:1)      | Röse                        |              | Gårdsby, Småland    |       | 56.925290, 14.852560 | 10071301570001 | Ladda upp en till bild av detta fornminne |
| Gårdsby 158:1                 | Stenkammargrav              |              | Gårdsby, Småland    |       | 56.921401, 14.852440 | 10071301580001 | Ladda upp en bild av detta fornminne      |
| Gårdsby 161:1                 | Röse                        |              | Gårdsby, Småland    |       | 56.982239, 14.845487 | 10071301610001 | Ladda upp en bild av detta fornminne      |
| Gårdsby 162:1                 | Röse                        |              | Gårdsby, Småland    |       | 56.899102, 14.867249 | 10071301620001 | Ladda upp en bild av detta fornminne      |
| Gripeberg (Gårdsby 163:1)     | Fornborg                    |              | Gårdsby, Småland    |       | 56.913765, 14.895636 | 10071301630001 | Ladda upp en till bild av detta fornminne |
| Gårdsby 165:1                 | Röse                        |              | Gårdsby, Småland    |       | 56.901593, 14.913635 | 10071301650001 | Ladda upp en bild av detta fornminne      |
| Gårdsby 165:2                 | Röse                        |              | Gårdsby, Småland    |       | 56.901817, 14.913493 | 10071301650002 | Ladda upp en bild av detta fornminne      |
| Gårdsby 167:1                 | Röse                        |              | Gårdsby, Småland    |       | 56.971463, 14.874673 | 10071301670001 | Ladda upp en bild av detta fornminne      |
| Drakerör (Gårdsby 171:1)      | Röse                        |              | Gårdsby, Småland    |       | 56.951435, 15.004963 | 10071301710001 | Ladda upp en bild av detta fornminne      |
| Gårdsby 173:1                 | Röse                        |              | Gårdsby, Småland    |       | 56.956461, 14.856351 | 10071301730001 | Ladda upp en bild av detta fornminne      |
| Gårdsby 174:1                 | Gravfält                    |              | Gårdsby, Småland    |       | 56.953001, 14.857596 | 10071301740001 | Ladda upp en bild av detta fornminne      |
| Gårdsby 176:1                 | Gravfält                    |              | Gårdsby, Småland    |       | 56.942909, 14.877296 | 10071301760001 | Ladda upp en bild av detta fornminne      |
| Rävakullen (Gårdsby 177:1)    | Hög                         |              | Gårdsby, Småland    |       | 56.955537, 14.882621 | 10071301770001 | Ladda upp en bild av detta fornminne      |
| Gårdsby 178:1                 | Röse                        |              | Gårdsby, Småland    |       | 56.959944, 14.877023 | 10071301780001 | Ladda upp en bild av detta fornminne      |
| Gårdsby 179:1                 | Stenkammargrav              |              | Gårdsby, Småland    |       | 56.960146, 14.864151 | 10071301790001 | Ladda upp en bild av detta fornminne      |
| Gårdsby 180:1                 | Stenkammargrav              |              | Gårdsby, Småland    |       | 56.959420, 14.864867 | 10071301800001 | Ladda upp en bild av detta fornminne      |
| Gårdsby 182:1                 | Gravfält                    |              | Gårdsby, Småland    |       | 56.976694, 14.881859 | 10071301820001 | Ladda upp en bild av detta fornminne      |
| Gårdsby 184:1                 | Stensättning                |              | Gårdsby, Småland    |       | 56.998253, 14.897722 | 10071301840001 | Ladda upp en bild av detta fornminne      |
| Gårdsby 187:1                 | Stensättning                |              | Gårdsby, Småland    |       | 56.903285, 14.864689 | 10071301870001 | Ladda upp en bild av detta fornminne      |
| Gårdsby 187:2                 | Stensättning                |              | Gårdsby, Småland    |       | 56.903010, 14.865241 | 10071301870002 | Ladda upp en bild av detta fornminne      |
| Gårdsby 188:1                 | Stensättning                |              | Gårdsby, Småland    |       | 56.902494, 14.863942 | 10071301880001 | Ladda upp en bild av detta fornminne      |
| Gårdsby 189:1                 | Stensättning                |              | Gårdsby, Småland    |       | 56.900640, 14.866430 | 10071301890001 | Ladda upp en bild av detta fornminne      |
| Hanehög (Gårdsby 191:1)       | Stensättning                |              | Gårdsby, Småland    |       | 56.891577, 14.865697 | 10071301910001 | Ladda upp en bild av detta fornminne      |
| Hanehög (Gårdsby 191:2)       | Grav markerad av sten/block |              | Gårdsby, Småland    |       | 56.891653, 14.865793 | 10071301910002 | Ladda upp en bild av detta fornminne      |
| Gårdsby 192:1                 | Stensättning                |              | Gårdsby, Småland    |       | 56.895707, 14.869037 | 10071301920001 | Ladda upp en bild av detta fornminne      |
| Gårdsby 193:1                 | Stensättning                |              | Gårdsby, Småland    |       | 56.890924, 14.860605 | 10071301930001 | Ladda upp en bild av detta fornminne      |
| Gårdsby 197:1                 | Röse                        |              | Gårdsby, Småland    |       | 56.955914, 14.856710 | 10071301970001 | Ladda upp en bild av detta fornminne      |
| Gårdsby 198:1                 | Röse                        |              | Gårdsby, Småland    |       | 56.956759, 14.869911 | 10071301980001 | Ladda upp en bild av detta fornminne      |
| Gårdsby 198:2                 | Röse                        |              | Gårdsby, Småland    |       | 56.956738, 14.869408 | 10071301980002 | Ladda upp en bild av detta fornminne      |
| Gårdsby 199:1                 | Röse                        |              | Gårdsby, Småland    |       | 56.957954, 14.868000 | 10071301990001 | Ladda upp en bild av detta fornminne      |
| Gårdsby 208:1                 | Röse                        |              | Gårdsby, Småland    |       | 56.965250, 14.838244 | 10071302080001 | Ladda upp en bild av detta fornminne      |
| Gårdsby 213:1                 | Röse                        |              | Gårdsby, Småland    |       | 56.946279, 14.842099 | 10071302130001 | Ladda upp en bild av detta fornminne      |
| Gårdsby 214:1                 | Röse                        |              | Gårdsby, Småland    |       | 56.968705, 14.849994 | 10071302140001 | Ladda upp en bild av detta fornminne      |
| Gårdsby 215:1                 | Stensättning                |              | Gårdsby, Småland    |       | 56.962321, 14.838379 | 10071302150001 | Ladda upp en bild av detta fornminne      |
| Gårdsby 216:1                 | Stensättning                |              | Gårdsby, Småland    |       | 56.970934, 14.904664 | 10071302160001 | Ladda upp en bild av detta fornminne      |
| Gårdsby 217:1                 | Stensättning                |              | Gårdsby, Småland    |       | 56.963978, 14.915730 | 10071302170001 | Ladda upp en bild av detta fornminne      |
| Gårdsby 217:2                 | Stensättning                |              | Gårdsby, Småland    |       | 56.964074, 14.915718 | 10071302170002 | Ladda upp en bild av detta fornminne      |
| Gårdsby 217:3                 | Stensättning                |              | Gårdsby, Småland    |       | 56.964143, 14.915656 | 10071302170003 | Ladda upp en bild av detta fornminne      |
| Gårdsby 217:4                 | Stensättning                |              | Gårdsby, Småland    |       | 56.964221, 14.915682 | 10071302170004 | Ladda upp en bild av detta fornminne      |
| Gårdsby 222:1                 | Röse                        |              | Gårdsby, Småland    |       | 56.957153, 14.903206 | 10071302220001 | Ladda upp en bild av detta fornminne      |
| Gårdsby 224:1                 | Röse                        |              | Gårdsby, Småland    |       | 56.965459, 14.939686 | 10071302240001 | Ladda upp en bild av detta fornminne      |
| Råbergs kvarn (Gårdsby 233:1) | Kvarn                       |              | Gårdsby, Småland    |       | 56.963390, 14.852377 | 10071302330001 | Ladda upp en bild av detta fornminne      |
| Gårdsby 238:1                 | Stensättning                |              | Gårdsby, Småland    |       | 56.953685, 14.856719 | 10071302380001 | Ladda upp en bild av detta fornminne      |
| Gårdsby 250:1                 | Hällristning                |              | Gårdsby, Småland    |       | 56.957154, 14.846588 | 10071302500001 | Ladda upp en bild av detta fornminne      |
| Meshögen (Gårdsby 265:1)      | Hög                         |              | Gårdsby, Småland    |       | 56.944940, 14.876061 | 10071302650001 | Ladda upp en bild av detta fornminne      |
| Gårdsby 266:1                 | Hällristning                |              | Gårdsby, Småland    |       | 56.953363, 14.882929 | 10071302660001 | Ladda upp en bild av detta fornminne      |
| Gårdsby 266:2                 | Hällristning                |              | Gårdsby, Småland    |       | 56.953432, 14.882951 | 10071302660002 | Ladda upp en bild av detta fornminne      |
| Gårdsby 295                   | Hällristning                |              | Gårdsby, Småland    |       | 56.926178, 14.962731 | 12000000090874 | Ladda upp en bild av detta fornminne      |
| Gårdsby 296                   | Röse                        |              | Gårdsby, Småland    |       | 56.924336, 14.965056 | 12000000090894 | Ladda upp en bild av detta fornminne      |
| Gårdsby 299                   | Stensättning                |              | Gårdsby, Småland    |       | 56.922458, 14.964457 | 12000000090911 | Ladda upp en bild av detta fornminne      |
| Gårdsby 300                   | Stenkammargrav              |              | Gårdsby, Småland    |       | 56.922636, 14.963888 | 12000000090919 | Ladda upp en bild av detta fornminne      |